# 古龙窑址
古龙窑址，位于中国广西壮族自治区藤县古龙公社中隆大队，为一个省级文物保护单位，类型为古遗址，为第二批广西壮族自治区文物保护单位，公布时间为1981年8月25日。
古龙窑址的历史年代为汉～南朝。